# Chardon (Ohio)
Chardon – miasto w Stanach Zjednoczonych, we wschodniej części stanu Ohio, siedziba władz hrabstwa Geauga.
Liczba mieszkańców w 2000 roku wynosiła 5 156.